# Protecție civilă

Semnul internațional distinctiv al protecției civile este un triunghi echilateral albastru pe fond portocaliu.

Protecția civilă este ansamblul măsurilor luate pentru protejarea populației de instituții de stat centrale sau locale. 
În sens curent, în special în Uniunea Europeană, protecția civilă se referă la măsuri de prevenire sau de protejare (alocarea de resurse, organizarea evacuării, etc.) luate în situații de urgență, create de dezastre naturale sau accidente care afectează un mare număr de persoane (de exemplu, un accident la o centrală nucleară sau căderea unui dig de protecție).
Într-un alt sens, de apărare civilă, conceptul descrie măsuri de prevenire și activități de apărare a populației civile împotriva atacurilor militare sau teroriste.
Responsabilitatea cetățenilor este să se informeze cu privire la riscurile din zona unde locuiesc, să cunoască acțiunile pe care trebuie să le ia după imediata producere a unui dezastru, atunci când autoritățile responsabile pot fi suprasolicitate de cereri urgente de ajutor, și să cunoască măsurile de  prim ajutor. 

## Importanța protecției civile
Psihologic este important ca oamenii să simtă că au un anume control al propriului destin, iar pregătirea pentru incertitudinile situațiilor de urgență, dată de exercițiile de protecție civilă, poate ajuta la realizarea acestui lucru.
Protejarea populației în protecția civilă este suficient justificată de considerente umanitare într-o țară care îi protejează cetățenii. În plus, investiții relativ mici în pregătire, pot accelera recuperarea cu luni sau ani, prevenind astfel decese cauzate de foame, frig sau boli. 
Teoria economică a „capitalului uman” furnizează argumente suplimentare dacă este necesar, bazate pe o comparație cost-beneficii. Populația unei țări este considerată mai valoroasă decât toate terenurile, fabricile și alte bunuri pe care le posedă, deoarece oamenii sunt cei care reconstruiesc o țară după distrugerea ei. Prin urmare, protecția civilă este importantă și pentru că asigură forța de muncă necesară în timp pentru înlăturarea urmărilor unui dezastru. 

## Protecția civilă în România
Protecția Civilă în România a fost înființată la 28 februarie 1933, prin Decretul Regal nr. 468 semnat de Carol al II-lea, prin care se aproba „Regulamentul de funcționare a Apărării Pasive contra atacurilor aeriene”. Din acest motiv, Ziua Protecției Civile este sărbătorită în România pe 28 februarie. Scopul protecției civile la acea vreme era de a „limita efectele bombardamentelor aeriene asupra populației și resursele teritoriului, fie asigurându-le protecția directă, fie micșorând eficacitatea atacurilor”.
O.G nr. 88 din 2001 prevede înființarea, organizarea și funcționarea serviciilor publice comunitare pentru situații de urgență.
În 2004 se înființează Inspectoratul General pentru Situații de Urgență în Ministerul de Interne, cu filiale în  inspectorate județene. 
Protecția civilă în România, organizată potrivit legii nr. 481/2004, este ansamblul integrat de activități, măsuri și sarcini organizatorice, tehnice, operative, cu caracter umanitar și de informare publică, cu scopul prevenirii și reducerii riscurilor de producere a dezastrelor, protejarea populației, bunurilor și mediului, și înlăturarea urmărilor dezastrelor. 